# Yvon Madiot
Yvon Madiot (Renazé, 21 giugno 1962) è un dirigente sportivo, ex ciclista su strada e ciclocrossista francese.
Professionista dal 1983 al 1994, vinse un titolo nazionale su strada e tre nel ciclocross. Nel 1997 ha fondato assieme al fratello maggiore Marc Madiot, anch'egli ex ciclista di alto livello, il team FDJ, di cui è tuttora uno dei direttori sportivi.

## Carriera
Ciclista completo, anche se non molto vincente, ha vissuto spesso nell'ombra del più forte fratello Marc, che ha seguito in ogni suo spostamento di squadra. Ha ottenuto comunque, al di là delle vittorie personali, numerosi buoni piazzamenti, soprattutto nelle brevi corse a tappe e nelle prove in linea del panorama francese. Il suo miglior piazzamento in una delle classiche monumento fu il quarto posto nella Liegi-Bastogne-Liegi 1987, conclusasi con una volata ristretta a cinque che comprendeva Moreno Argentin (vincitore), Stephen Roche, Claude Criquielion e Robert Millar, mentre nelle prove di Coppa del mondo di ciclismo su strada colse un secondo posto al Grand Prix des Amériques 1989.
Per quanto concerne i Grandi giri, ha preso parte a nove edizioni del Tour de France, concludendolo in sei occasioni e ottenendo come miglior piazzamento il decimo posto nel 1986, e a tre edizioni, tutte terminate, della Vuelta a España, miglior piazzamento ottavo nel 1987. In entrambe le corse, pur andandoci vicino, non riuscì però mai a conquistare dei successi di tappa personali. Molto adatto alla Freccia Vallone chiuse la corsa due volte al quinto posto, 1985 e 1987, e una al settimo 1988. Fra gli altri piazzamenti, nelle corse in linea fu settimo alla Bordeaux-Parigi 1986, alla Gand-Wevelgem 1987 e al Grand Prix de Ouest-France 1990, quarto nel Grand Prix de Fourmies e terzo nel Giro dell'Emilia sempre del 1990. Mentre per quelle a tappe colse l'ottavo posto alla Parigi-Nizza 1986, il quarto al Grand Prix du Midi Libre del 1988 e il nono al Giro del Delfinato dello stesso anno.
Sia Yvon che Marc Madiot sono stati campioni francesi sia di ciclismo su strada che di ciclocross, vincendo il titolo francese su strada in successione, prima Yvon nel 1986 e poi Marc nel 1987.

## Palmarès

### Strada
- 1983 (dilettanti)

Redon-Redon
Nantes-Segré
Manche-Atlantique
10ª tappa Corsa della Pace
- 1984

Grand Prix de Cannes
- 1985

Chateauroux-Limoges
- 1986

Campionati francesi, Prova in linea
- 1991

Grand Prix de Cannes

#### Altri successi
- 1984

3ª tappa Tour de France (Cronosquadre)
- 1985

Criterium di Castilly
- 1986

2ª tappa Tour de France (Cronosquadre)
- 1987

Criterium di Calais

### Ciclocross
- 1984

Campionato francese
- 1985

Campionato francese
- 1986

Ciclocross di Lanarvily
- 1987

Campionato francese
- 1988

Ciclocross di Lanarvily

## Piazzamenti

### Grandi Giri
- Tour de France

1984: 46º
1985: 72º
1986: 10º
1987: 73º
1986: ritirato
1989: 47º
1990: ritirato
1991: ritirato
1992: 67º
- Vuelta a España

1986: 14º
1987: 8º
1990: 43º

### Classiche monumento
- Milano-Sanremo

1986: 35º
1990: 43º
1992: 169º
1993: 80º
- Giro delle Fiandre

1986: 9º
1987: 39º
1988: 84º
1990: 77º
1992: 70º
- Parigi-Roubaix

1988: 43º
1992: 43º
1993: 54º
- Liegi-Bastogne-Liegi

1984: 51º
1985: 15º
1986: 15º
1987: 4º
1988: 39º
1989: 74º
1990: 13º
1991: 40º
- Giro di Lombardia

1983: 38º
1989: 26º
1990: 63º

### Competizioni mondiali
- Campionato del mondo su strada

Altenrhein 1983 - In linea dilettanti: 25º
Barcellona 1984 - In linea: riserva
Colorado Springs 1986 - In linea: 68º
- Coppa del mondo di ciclismo su strada

1989: 28º